# Bonaventure Gacon
Pour les articles homonymes, voir Gacon et Bonaventure.
Bonaventure Gacon est un clown, sous le nom de scène de Le Boudu, artiste de cirque, metteur en scène et acteur français.

## Biographie
Bonaventure Gacon a suivi la formation du Centre national des arts du cirque (CNAC) dont il est sorti diplômé en 1997.
Il crée en 2001 son spectacle solo Par le Boudu, qui connaîtra un grand succès et où apparaît pour la première fois son clown Le Boudu. Le nom de scène de son clown est une référence au personnage de Michel Simon dans le film Boudu sauvé des eaux car il considère que dans le film « il campe aussi une espèce d’Auguste, une espèce d’exclu, de bourru » .
En 2002, il fonde le Cirque Trottola avec Titoune et Laurent Cabrol, auquel il appartient toujours et avec lequel il poursuit les créations.
Par ailleurs il collabore notamment avec le metteur en scène François Cervantes dans la compagnie L'entreprise.
Il a reçu le prix SACD 2011 pour les arts du cirque.
Au cinéma, il tient le rôle-titre du long-métrage Cornélius, le meunier hurlant, adapté du roman d'Arto Paasilinna et sorti au cinéma en France en 2017.

## Spectacles
- 2001 : Par le Boudu, monologue clownesque[6],[7],[8]
- 2005 : Les Clowns, spectacle clownesque réunissant Le Boudu, Arletti (Catherine Germain) et Zig (Dominique Chevalier), mise en scène François Cervantes

### Au sein du cirque Trottola
- 2002 : Trottola
- 2007 : Volchok
- 2012 : Matamore[9],[10]
- 2018 : Campana[11]
- 2024 : Strano[12]

## Cirque Trottola
Le cirque Trottola (Italien : toupie) est un cirque créé en 2001 par Bonaventure Gacon, Titoune (Les Pocheros, Cirque Klotz (le trou du puits de la mine)) et Laurent Cabrol et musicalement accompagné par Pierre Bastien et Pierre Veyser,. Mads Rosenbeck (Les Pocheros) les rejoignent par la suite.
Le Cirque Trottola est aussi le nom de leur premier spectacle.
Volchok (Russe : toupie), leur seconde création, a été accompagnée musicalement par Pierre Veyser, puis par Géraldine Schenkel et actuellement par Thomas Barrière et Bastien Pelenc.

## Filmographie
- 1999 : Astérix et Obélix contre César

- 2018 : Cornélius, le meunier hurlant